# Juan Carlos Mandiá Lorenzo
Juan Carlos Mandiá Lorenzo (Alfoz, Lugo, 17 de gener de 1967), és un exfutbolista gallec. Va jugar de defensa i en l'actualitat és entrenador del CE Sabadell.

## Trajectòria

### Com a jugador
Amb 14 anys un representant del Reial Madrid Club de Futbol va fixar-se en les seves maneres com a central a la categoria infantil de la selecció gallega i el va dur al club madridista a realitzar unes proves de selecció sota la supervisió de Luis Molowny en l'antiga Ciutat Esportiva.
En totes les seves temporades al Castella CF (denominació en aquells dies del filial del Reial Madrid), va jugar a la Segona Divisió. Va ser titular en la defensa del filial madridista, però només va poder debutar amb el primer equip en dues ocasions. Va debutar amb només disset anys a Primera divisió el 9 de setembre de 1984 amb l'equip blanc a l'Estadi El Molinón contra l'Sporting de Gijón, partit de la jornada 2 que va finalitzar amb empat a un gol, on Mandiá va jugar els 90 minuts. El seu debut es va produir a causa d'una vaga de jugadors professionals que va afectar La Lliga en la temporada 1984/85.
Unes quantes temporades després del seu debut en Primera, en la temporada 1987/88, va tornar a disputar un partit amb el Reial Madrid. Va ser el 16 d'abril de 1988 contra el Celta de Vigo a Balaídos.
Després de concloure el seu pas pel club blanc, Juan Carlos Mandiá va fitxar per una temporada (1988/89) en el RCD Espanyol, on va jugar 21 partits en Primera Divisió.
La temporada següent va marxar al Celta de Vigo, allí va estar 4 temporades. En la seva primera, la temporada 1989/90 va jugar 26 partits i l'equip va descendir a Segona Divisió. Les 2 campanyes següents el Celta va jugar en Segona, quedant 14é i campió respectivament. Ja en la 1992/93, la seva quarta en el club vigués, va jugar només 2 partits en Primera Divisió.
El següent equip seria el CD Logroñés, on les temporades 1993/94 i 1994/95 les va jugar en Primera Divisió. El gallec va jugar 24 i 14 partits respectivament en cadascuna.
El 1995 va fitxar pel CD Toledo en Segona Divisió, equip en el qual va romandre durant 2 temporades. En la 1995/96 va jugar 2.862 minuts en 34 partits, i en la 1996/97 va jugar 2.943 minuts en 33 partits. La temporada 1997/98 va fitxar pel Córdoba CF en Segona Divisió B. En la seva primera temporada al club verd-i-blanc l'equip va quedar sisè. Va ser a la seva segona temporada quan va aconseguir l'ascens a Segona Divisió.
La temporada 1999/2000 va jugar 8 partits i va concloure amb la seva retirada com a jugador de futbol.

### Com a entrenador
En la seva etapa com a jugador va aprofitar per a obtenir els títols d'entrenador. El 1996 va aconseguir el nivell 1, el 1997 el nivell 2 i el 2000 el nivell 3. Les seues primeres passes com a entrenador les va fer en la pedrera del Reial Madrid, fins que va fitxar al novembre de 2002 pel seu primer club professional, el CD Logroñés. Es va fer càrrec de l'equip després de la destitució d'Aguilar. Van quedar tercers en el Grup II de Segona B i van disputar la lligueta d'ascens a Segona Divisió, encara que no van ascendir.
Després del seu pas per l'equip de La Rioja, va estar lliure fins que l'Hèrcules CF el va fitxar com a revulsiu en la banqueta després de la destitució de José Carlos Granero. Va treure els herculans de la mediocritat i va finalitzar subcampió del Grup III de Segona Divisió B i va realitzar una gran promoció d'ascens contra AD Ceuta i RSD Alcalá, ascendint a Segona Divisió.
La temporada 2005/06 va continuar entrenant a l'Hèrcules Club de Futbol en el seu retorn a Segona Divisió, fins que va ser destituït després de molts problemes interns en la cúpula directiva. La temporada 2006/07 va fitxar pel Reial Madrid Castella com a segon entrenador de Míchel en el filial en Segona Divisió
El Castilla va descendir a Segona B, i en la 2007/08 Mandiá es va fer càrrec de l'equip com a entrenador. El filial blanc va quedar en el 5é lloc classificatori, a un només un punt de disputar la fase d'ascens a Segona Divisió.
Després de la seva temporada en el Madrid B, el 21 de maig de 2008 es va anunciar per part de l'Hèrcules CF el seu fitxatge per a les dues següents temporades, a l'espera que l'entrenador gallec estampés la signatura en el contracte. L'equip alacantí va dotar a Juan Carlos Mandiá del total control esportiu de la primera plantilla, nomenant-lo entrenador i manager general esportiu.
El 2009 Carlos Mandiá fitxà com a entrenador del Racing de Santander, encara que va ser acomiadat a la desena jornada de lliga.
A finals de setembre de 2010 Mandiá va tornar a l'activitat, substituint el cessat Gonzalo Arconada al CD Tenerife (cinc partits, cinc derrotes). El 23 de gener de 2011, després d'un empat 1–1 a casa contra la UD Las Palmas, fou destituït també.
El desembre de 2013 Mandiá entrà a entrenar el Deportivo Alavés a la segona divisió, però fou destituït després de només tres mesos al càrrec
El febrer de 2015 fou fitxat pel CE Sabadell com a recurs d'urgència per intentar mantenir la categoria, ja que el Sabadell era en aquell moment el cuer de la segona divisió.

## Clubs

### Com a jugador
| Club             | Any       |
| ---------------- | --------- |
| Castella CF      | 1984-1988 |
| RCD Espanyol     | 1988-1989 |
| RC Celta de Vigo | 1989-1993 |
| CD Logroñés      | 1993-1995 |
| CD Toledo        | 1995-1997 |
| Córdoba CF       | 1997-2000 |

### Com a entrenador
| Club                  | Any       |
| --------------------- | --------- |
| CD Logroñés           | 2002-2003 |
| Hèrcules CF           | 2004-2006 |
| Reial Madrid Castella | 2007-2008 |
| Hèrcules CF           | 2008-2009 |
| Racing de Santander   | 2009-2010 |